# Società Sportiva Ternana 1965-1966
Questa voce raccoglie le informazioni riguardanti la Società Sportiva Ternana nelle competizioni ufficiali della stagione 1965-1966.

## Rosa
| N. |                   | Ruolo | Calciatore        |
| -- | ----------------- | ----- | ----------------- |
|    | Italia (bandiera) | P     | Primo Germano     |
|    | Italia (bandiera) | P     | Vittorio Roma     |
|    | Italia (bandiera) | D     | Umberto Depetrini |
|    | Italia (bandiera) | D     | Franco Nicolini   |
|    | Italia (bandiera) | D     | Paolo Pandrin     |
|    | Italia (bandiera) | D     | Alberto Poggi     |
|    | Italia (bandiera) | D     | Pietro Scandola   |
|    | Italia (bandiera) | C     | Aldo Agroppi      |
|    | Italia (bandiera) | C     | Osvaldo Barone    |
|    | Italia (bandiera) | C     | Mario Benedetti   |

| N. |                   | Ruolo | Calciatore         |
| -- | ----------------- | ----- | ------------------ |
|    | Italia (bandiera) | C     | Sergio Bonassin    |
|    | Italia (bandiera) | C     | Umbro Giuggioli    |
|    | Italia (bandiera) | C     | Francesco Liguori  |
|    | Italia (bandiera) | C     | Romano Marinai     |
|    | Italia (bandiera) | A     | Sergio Boetani     |
|    | Italia (bandiera) | A     | Gualtiero Brunelli |
|    | Italia (bandiera) | A     | Antonio Cardillo   |
|    | Italia (bandiera) | A     | Pasquale Cavicchia |
|    | Italia (bandiera) | A     | Romano Sciarretta  |
|    | Italia (bandiera) | A     | Giorgio Vecchiato  |